# 昆士蘭無鱗鮋
昆士蘭無鱗鮋為輻鰭魚綱鮋形目鮋亞目絨皮鮋科的其中一種，為亞熱帶海水魚，分布於澳洲海域，體長可達6.4公分，棲息在近海軟底質底層水域，生活習性不明。